# Transylvania 6-5000 (film 1985)
Transylvania 6-5000 – amerykańsko-jugosłowiański film fabularny (horror komediowy) z 1985 roku.

## Zarys fabuły
Dwaj amerykańscy dziennikarze, Jack Harrison i Gil Turner, przybywają do współczesnej Transylwanii, by odkryć prawdę na temat domniemanie pojawiającego się w okolicach Frankensteina. W historycznej krainie na swojej drodze przyjdzie im spotkać inne postacie rodem z horroru – mumię, wilkołaka i zmysłową wampirzycę.

## Obsada
- Jeff Goldblum – Jack Harrison
- Ed Begley Jr. – Gil Turner
- Joseph Bologna – dr Malavaqua
- Carol Kane – Lupi
- Jeffrey Jones – Lepescu
- John Byner – Radu
- Geena Davis – Odette
- Michael Richards – Fejos
- Donald Gibb – Wolfman
- Božidar Smiljanić − inspektor Perček
- Norman Fell – Mac Turner
- Teresa Ganzel – Elizabeth Ellison
- Rudy De Luca – Lawrence Malbot

## Opinie
- Goldblum i Begley tworzą świetny, komiczny duet.
  - „USA Today”.